# Кандауровка (Инжавинский район)
Кандауровка — упразднённая деревня в Инжавинском районе Тамбовской области России. На момент упразднения входила в состав Лопатинского сельсовета. Исключена из учётных данных в 2003 году.

## География
Деревня находилась в юго-восточной части Тамбовской области, в лесостепной зоне, на балке Кандауровская Яруга, на расстоянии примерно 5,5 километров (по прямой) к северо-западу от Инжавина, административного центра района.

### Климат
Климат умеренно континентальный, относительно сухой, с холодной продолжительной зимой и тёплым летом. Среднегодовая температура воздуха — 4,5 °C. Средняя температура воздуха самого холодного месяца (января) — −11 °C (абсолютный минимум — −33 °C); самого тёплого месяца (июля) — 19,7 °C (абсолютный максимум — 40 °С). Безморозный период длится 162 дня. Среднегодовое количество атмосферных осадков составляет около 450—570 мм, из которых большая часть выпадает в период с мая по сентябрь. Продолжительность залегания снежного покрова составляет в среднем 134 дня.

## История
Исключена из учётных данных в мае 2003 года, как фактически прекратившая своё существование.

## Население
Согласно результатам переписи 2002 года, в деревне отсутствовало постоянное население